# 陈先达
陈先达（1930年12月30日—2024年10月10日），男，汉族，江西波阳人，中国马克思主义哲学家、教育家，曾任中国人民大学教授、博士生导师。